# Ahtna (Sprache)

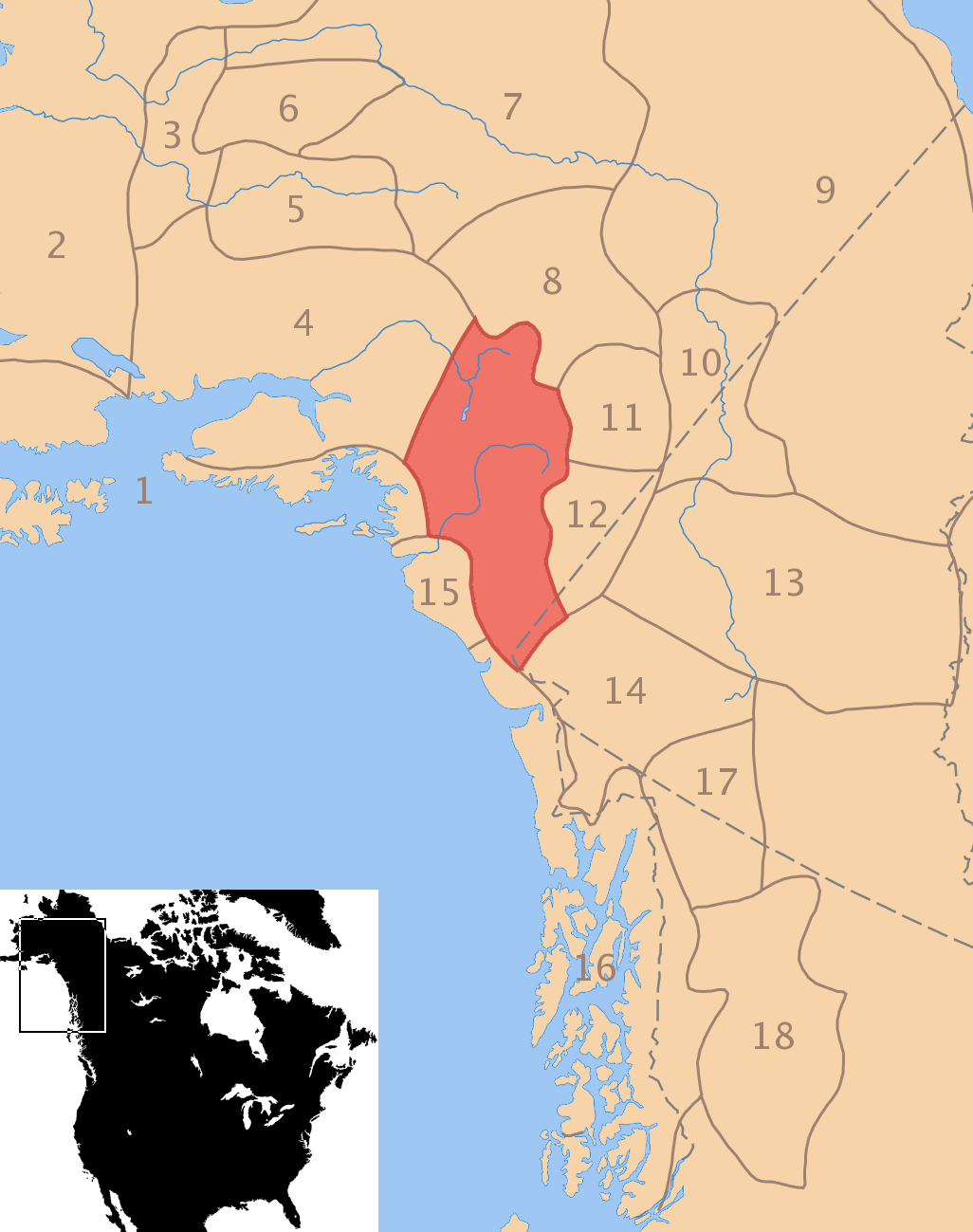
Ahtna

Ahtna oder Ahtena ist die Na-Dené-Sprache der ethnischen Gruppe der Ahtna im Gebiet des Copper River in Alaska. Die Sprache ist auch als Copper River oder Mednowski bekannt. Von 500 Menschen sprechen schätzungsweise 80 noch diese Sprache. Die Sprecher müssen sich mit dem Aussterben ihrer Sprache auseinandersetzen. Es gibt Bestrebungen, junge Menschen zum Erlernen der Sprache zu ermutigen, um das Idiom vor dem Erlöschen zu bewahren.